# Memre Boekoe-kazerne

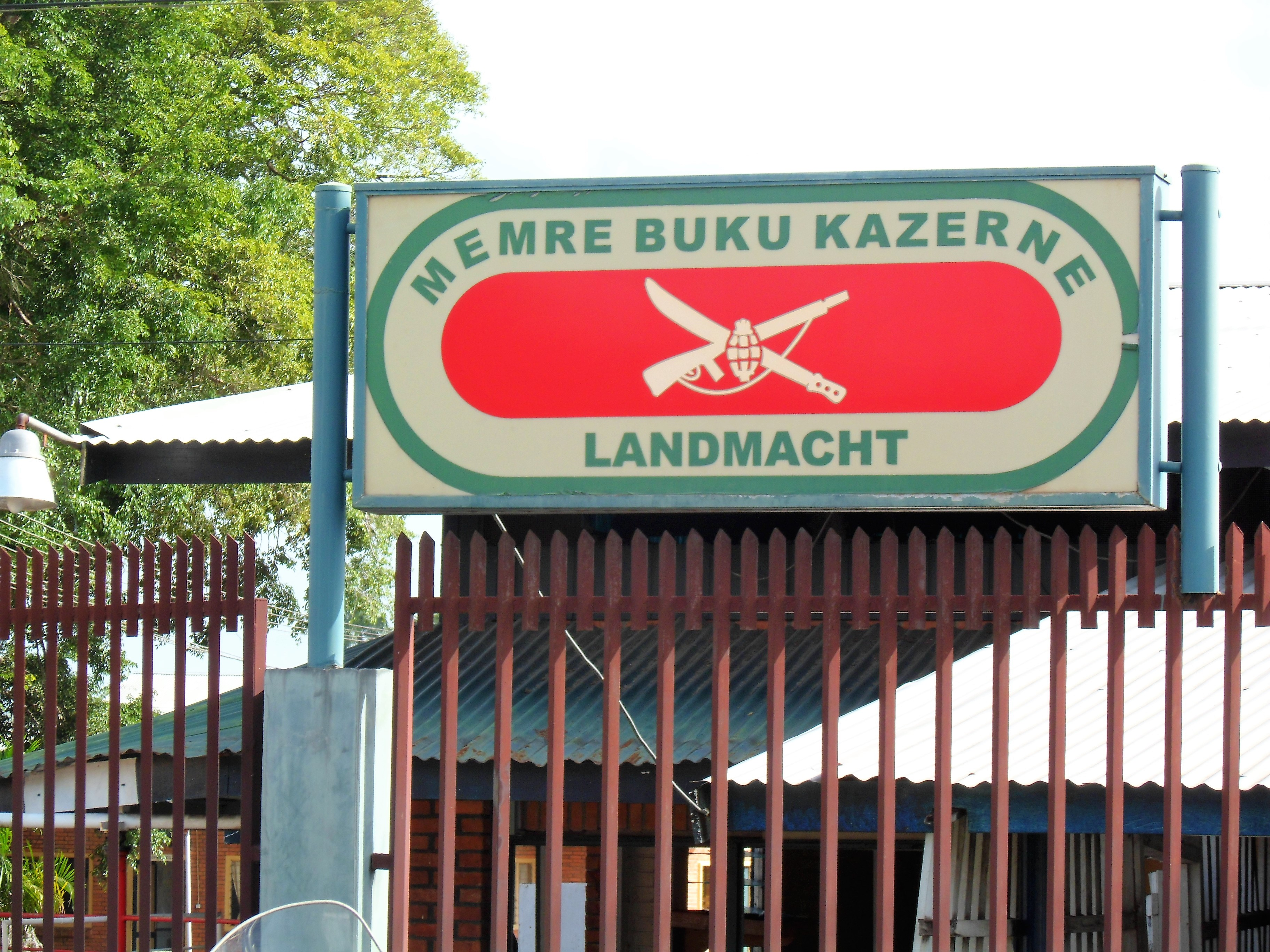
Toegangspoort

De Memre Boekoe-kazerne is een militaire kazerne in Paramaribo, ingeklemd tussen de Verlengde Gemenelandsweg, de RodeKruislaan en de Gravenberchstraat.
De kazerne, gelegen aan de Gemenelandseweg, werd door de Nederlanders gebouwd voor de Troepenmacht in Suriname (TRIS) en kreeg rond 1950 de naam Prins Bernhard Kampement (PBK). Na de Surinaamse onafhankelijkheid in 1975 werd de kazerne door het Surinaamse Nationaal Leger in gebruik genomen onder de naam Memre Boekoe-kazerne. "Memre Boekoe" betekent "herinner Boekoe". Boekoe was een fort in de Surinaamse binnenlanden vanwaaruit in de tweede helft van de 18e eeuw de vrijheidsstrijder Boni opereerde tegen de Nederlandse kolonisator.

## Locatie
De kazerne bestaat uit twee delen die worden gedeeld door de Verlengde Gemenelandsweg. De noordelijke kazerne ligt verder aan de Gravenberchstraat en de zijstraat Rodekruislaan er tussenin. De zuidelijke kazerne ligt verder aan de Dr. Samuel Kafiluddistraat met de ertussen gelegen Thomsonstraat.

## Surinaams Legermuseum
Op de kazerne is sinds 2015 het Surinaams Legermuseum gevestigd. Er is een collectie over de geschiedenis van de Troepenmacht in Suriname (TRIS) en het Surinaamse leger. Ook wordt teruggeblikt op het aandeel dat Surinamers hebben gehad in de Tweede Wereldoorlog, toen Nederland bezet was, en de Koreaanse Oorlog. Het museum herbergt ook een bibliotheek en computers.

## Gedenktekens rond de kazerne
In twee straten rondom de kazerne staan de volgende gedenktekens: Ook staan er aan de Waterkant ter hoogte van het Onafhankelijkheidsplein en in Fort Zeelandia monumenten die herinneren aan Surinaamse militaire geschiedenis of geschiedenis van militairen.
| Onderwerp                                         | Type       | Kunstenaar | Onthulling | Locatie                   | Omschrijving                                                                      |
| ------------------------------------------------- | ---------- | ---------- | ---------- | ------------------------- | --------------------------------------------------------------------------------- |
| Monument voor Gesneuvelde Militairen 1986-1992    | gedenkzuil | onbekend   | 2016       | voor de Gravenberchstraat | Binnenlandse Oorlog                                                               |
| Monument oorlogsvrijwilligers in Nederlands-Indië | bank       | onbekend   | 1948       | Rodekruislaan             | 3e Compagnie van de Surinaamse Schutterij, Japanse bezetting van Nederlands-Indië |